# Saint-Sorlin-d’Arves
Saint-Sorlin-d’Arves település Franciaországban, Savoie megyében. Lakosainak száma 347 fő (2022. január 1.). Saint-Sorlin-d’Arves Besse, Clavans-en-Haut-Oisans, Vaujany, Fontcouverte-la-Toussuire, Saint-Colomban-des-Villards, Saint-Jean-d’Arves, Villarembert és Allemond községekkel határos.

## Népesség
A település népessége az elmúlt években az alábbi módon változott:
| Lakosok száma | 340  | 339  | 344  | 331  | 338  | 344  | 349  | 348  | 347  |
|               | 2013 | 2015 | 2016 | 2017 | 2018 | 2019 | 2020 | 2021 | 2022 |